# Siouxsie and the Banshees
Siouxsie And The Banshees (IPA:;  transkripcija: Suzi end d Benšiz) je britanski post-pank i alternativni rok bend okupljen 1976. godine. Lideri benda su Suzi Su (Siouxsie Sioux) i basista Stiven Severin (Steven Severin), koji su ujedno i jedini stalni članovi grupe. Siouxsie And The Banshees www.myspace.com/siouxsieandthebansheessu veoma uticali na mnoge grupe, naročito na Joy Division, The Cure, The Smiths, Radiohead, U2, Massive Attack, a Bloc Party.
Ova grupa je izdala ukupno jedanaest albuma u periodu od 1978. do 1995.

## Nastanak i istorija benda
Kao i za mnoge druge grupe iz tog perioda, na posredan način za formiranje zaslužan je Malkom Maklaren (Malcolm McLaren), menadžer grupe Sex Pistols, ali u to vreme i organizator "Međunarodnog pank-rok festivala" (International punk rock festival). Grupa Siouxsie And The Banshees okupljena je za tu priliku da bi popunila rupu u ovom festivalu, održanom 20. septembra 1976. godine. Na njemu su još učestvovali Subway Sect, The Clash i Sex Pistols. 
Članovi grupe za tu priliku bili su Suzi Su, basista Stiven Severin, gitarista Marko Pironi (Marco Pirroni) i, za bubnjevima, Džon Sajmon Riči (John Simon Ritchie), kasnije poznat kao Sid Višos (Sid Vicious) kad je prešao u grupu Sex Pistols. Na tom festivalu nastupili su sa haotičnom improvizacijom molitve Oče naš a odsvirali su još i pesme Deutschland, Deutschland über alles, Knockin' on Heaven's Door, Smoke on the Water i Twist and Shout. Višos i Pironi napustili su bend odmah posle nastupa.
Februara 1977. The Banshees su postali ozbiljan muzički sastav i uz jedinstven dark imidž Suzi Su veoma brzo postali jedna od najoriginalnijih pojava tadašnje muzičke scene. Pored Stivena Severina, grupi su pristupili bubnjar Keni Moris (Kenny Morris) i gitarista Pit Fenton (Pete Fenton). Međutim, Fenton je već u julu zamenjen novim gitaristom —- Džonom Makejem (John McKay). Juna sledeće godine potpisali su ugovor sa Polydor Records za koji su izdali prvi singl Hong Kong Garden koji je odmah dospeo među prvih deset na britanskoj top-listi. U novembru su izdali i prvi album  koji je u Britaniji dospeo na dvanaesto mesto
Drugi album  koji je izašao 1979. uključivao je verziju The Lord's Prayer (Oče naš), ali već drugog dana promotivne turneje Moris i Makej zbog sukoba sa Severinom napuštaju bend. Zamenjeni su gitaristom Robertom Smitom (Robert Smith) (koji je već tad bio lider benda The Cure i koji je pratio Banshees do kraja turneje) i bubnjarem Badžijem (Budgie, čije je pravo ime Piter Klark (Peter Clarke), kasnije osnivač grupe The Slits). Posle završetka ture Badži je ostao stalni bubnjar grupe The Banshees, dok je na mesto gitariste došao Džon Makgiok (John McGeoch) iz grupe The Magazine.
Usledio je album Kaleidoscope s pesmom Christine, prvim velikim hitom ove grupe kojom je stekla internacionalnu slavu, a 1982. i A Kiss in the Dreamhouse za koji je kritičar najpopularnijeg tadašnjeg britanskog rok magazina NME Ričard Kuk (Richard Cook) napisao: "Obećajem, ova muzika će vas ostaviti bez daha".
Međutim, tako uspešni gitarista Makgiok razboleo se posle promocije u Madridu i na njegovo mesto ponovo dolazi Robert Smit koji je u bendu nastupao sledeće dve godine i čak snimio dva albuma s njima (Nocturne - uživo i studijski album Hyæna na kojem se pojavljuje i u ulozi kompozitora nekoliko pesama). Ipak, naredne godine je napustio bend da bi se više posvetio sopstvenom The Cure projektu.
Smita je zamenio nekadašnji gitarista grupe Clock DVA Džon Valentajn Karaders (John Valentine Carruthers), a ubrzo im se pridružio i klavijaturista Martin Makarik (Martin McCarrick). Obojica ostaju stalni članovi benda do pauze kada Suzi i Badži osnivaju bend The Creatures i izdaju kontroverzan album Boomerang. 
Godine 1991. Siouxsie And The Banshees vratili su se velikim hitom Kiss Them for Me kojim su se probili i u Americi.
Pored pomenutih, treba izdvojiti i singlove Dear Prudence (1982. obrada pesme Bitlsa, najbolje plasirana njihova pesma u Britaniji —- 3. mesto), The Passenger obrada numere Igija Popa (Iggy Pop) i Peek-a-Boo obe sa albuma Through the Looking Glass.
Iako originalno nastao kao klasičan pank-rok sastav, kasnije je njihova muzika evoluirala i prošla kroz različite žanrove, ponajviše u gotik-rok.
Godine 2002. Suzi, Stiv Severin i Badži ponovo su se okupili radi turneje Seven Year Itch Tour od koje je nastao uživo album na DVD-u pod istim nazivom.
Suzi Su je septembra 2007. objavila svoj prvi solo album MantaRay.

## Diskografija

### Studijski albumi
- The Scream (1978)
- Join Hands (1979)
- Kaleidoscope (1980)
- Juju (1981)
- A kiss in the Dreamhouse (1982)
- Hyæna (1984)
- Tinderbox (1986)
- Through the Looking Glass (1987)
- Peepshow (1988)
- Superstition (1991)
- The Rapture (1995)

## Spoljašnje veze
- — poseban sajt napravljen zbog izlaska novog albuma.
- — obiman sajt s mnoštvom informacija, forumom, vestima, diskografijom i intervjuima s članovima benda. Jedini nezvanični sajt koji se preporučuje kao zvaničan.
- — fan sajt s puno informacija, slika i nešto video materijala.
- — sajt Verneta Batlera (Vernette Butler) sadrži kompletan istorijat, zvanične butleg diskografije i još mnogo toga
- — sadrži reči pesama, omote albuma i druge slike i članke iz novina o SATB.
- — sadrži mesta na top listama u Sjedinjenim Državama.
- — MySpace prezentacija